# British Interplanetary Society
A British Interplanetary Society (BIS), fundada em Liverpool em 1933 por Philip E. Cleator, é a organização de advocacia espacial mais antiga do mundo. Seu objetivo é exclusivamente apoiar e promover a astronáutica e a exploração espacial.

## Estrutura
É uma organização sem fins lucrativos com sede em Londres e é financiada pelas contribuições dos membros.
É situado na South Lambeth Road (A203), perto da estação Vauxhall, e não muito longe do prédio do Serviço de Inteligência Secreta .

## História
O BIS só foi precedido na astronáutica pela American Interplanetary Society (fundada em 1930), a alemã VfR (fundada em 1927) e a Soviética Society for Studies of Interplanetary Travel (fundada em 1924), mas, ao contrário dessas, nunca foi absorvido pela indústria nacional. Portanto, é agora o órgão de advocacia espacial mais antigo do mundo.
Quando originalmente formado em janeiro de 1933, o BIS tinha como objetivo não apenas promover e aumentar o perfil público da astronáutica, mas também realizar experimentação prática em foguetes de maneiras semelhantes às das organizações acima. No entanto, no início de 1936, a Sociedade descobriu que essa ambição foi frustrada pela Lei dos Explosivos de 1875, que impediu qualquer teste privado de foguetes de combustível líquido no Reino Unido.

### Propostas de projeto de veículos espaciais
No final da década de 1930, o grupo idealizou um projeto para pousar pessoas na Lua por meio de um foguete de vários estágios, cada estágio dos quais teria muitos foguetes estreitos de combustível sólido. Seu módulo de pouso tinha a forma de uma jujuba, mas por outro lado era bastante parecido com o Módulo Lunar. Como foi considerado que a cabine teria que girar, o membro do BIS Ralph A. Smith, que ajudou a restabelecer a sociedade pós-Segunda Guerra Mundial, inventou o primeiro instrumento para viagens espaciais — o Coelostat, um mecanismo de navegação que engenhosamente cancelaria a vista rotativa. R.A. Smith e Harry Ross M.Eng. foram os visionários aeroespaciais mencionados na patente original. Smith também escreveu e ilustrou o livro de 1947 "The Exploration of the Moon" mostrando o primeiro "satélite orbital" conceitual (texto de Arthur C. Clarke), que teria inspirado John F. Kennedy e Stanley Kubrick.
Em 1946, o BIS iniciou um programa conhecido como Megaroc. O objetivo do programa era desenvolver um voo espacial suborbital que pudesse fornecer ascensões tripuladas a um máximo de 1 milhão de pés (304 km). A nave foi feita ampliando e redesenhando um foguete V-2 depois que foi observado por H.E. Ross em 1946 que o foguete V-2 era "quase grande o suficiente para carregar um homem". O projeto foi observado como 10 anos à frente de seu tempo pelos engenheiros da NASA que o revisaram. Os mesmos engenheiros da NASA previram que o foguete seria capaz de realizar primeiro um voo suborbital tripulado entre 1949 e 1951, e capaz de enviar pessoas ao espaço de forma confiável em 1951.

### Papel no espaço internacional
Durante o segundo Congresso Internacional de Astronáutica, realizado em Londres em 1951, o BIS foi uma das 13 sociedades espaciais nacionais que, juntas, fundaram a Federação Internacional de Astronáutica. Os outros membros fundadores não existem mais como sociedades nacionais, restando apenas o BIS.

### Estrelas mais próximas
Em 1978, a Sociedade publicou um projeto de espaçonave chamado Projeto Daedalus, que era um estudo detalhado de viabilidade para uma missão de voo interestelar não tripulado simples para a Estrela de Barnard utilizando a tecnologia da época e uma extrapolação razoável das capacidades do futuro próximo. Daedalus deveria ter usado um foguete de fusão de pulso nuclear acionado por pelota para acelerar a 12% da velocidade da luz.

### Marte
O último desta série de estudos de longo alcance produziu o relatório do Projeto Boreas, que projetou uma estação tripulada para o Pólo Norte marciano. O relatório foi selecionado para o Prêmio Sir Arthur Clarke de 2007 na categoria de Melhor Apresentação Escrita.

## Publicações
O BIS publica o jornal acadêmico Journal of the British Interplanetary Society e a revista mensal Spaceflight. Em 2008, o BIS publicou Interplanetary, uma história da sociedade até o momento.

## Prêmios concedidos pela sociedade
O escritor de ciências Arthur C. Clarke foi um conhecido ex-presidente da British Interplanetary Society. A sociedade foi presenteada com o primeiro Prêmio Especial, do Prêmio Sir Arthur Clarke 2005. Este foi um presente escolhido por Sir Arthur, independente do painel de jurados. Em 2008, a revista da Sociedade, Spaceflight, editada por Clive Simpson, foi a vencedora do prêmio de Melhor Reportagem Espacial.
Charles Chilton ingressou na sociedade antes de escrever e produzir a trilogia de rádio de ficção científica Journey Into Space.